# BLOM Bank
BLOM Bank este o bancă din Liban.
În anul 2004, BLOM Bank deținea depozite de 8,5 miliarde de dolari.
The Banker, Euromoney si Global Finance au declarat BLOM ca fiind cea mai bună bancă din Liban, în 2004.

## BLOM Bank în România
BLOM Bank este prezentă și în România, unde a achiziționat în anul 2005 banca româno-egipteană MISR Romanian Bank, pentru suma de 98 milioane dolari.
MISR Romanian Bank a fost fondată în 1977 ca societate mixtă egipteano-română și avea trei sucursale în Egipt și patru în România - la București, Brașov, Cluj-Napoca.
În martie 2005, MISR deținea active de 641 de milioane de dolari.
În decembrie 2007, Blom Bank France, sucursala România, și-a demarat activitatea pe piața locală, preluând operațiunile Blom Bank Egypt, sucursala prin care grupul libanez fusese prezent până atunci pe piața din România.